# Norsk Elghund, Grå
Norsk elghund, grå er fremavlet siden slutningen af 1800-tallet. Racens stamfar anses at være elghunden Bamse, der i 1865 blev købt og hentet fra Norrland i Sverige af bonde, trælasthandler og vicekonsul Jens Gram fra Ask gods i Ringerike, Norge. Bamse fik utallige hvalpe med hunhunde fra Ringerike, og anses at være racens stamfar.
Norsk elghund er Norges nationalhund, og derfor meget populær der. Danskerne har derimod aldrig rigtig taget den norske elghund til sig, måske på grund af dens stærke jagtinstinkt og det faktum at den er en af verdens mest gøende racer.
Standardstørrelsen for tæver er 49 cm og for hanner 52 cm. Norsk elghund eksisterer også i sort, der er dog stor forskel i både udseende og personlighed.

## Krav
Man bør kun købe en norsk elghund, hvis man virkelig elsker naturen. Racen kræver mange ture i skoven og skal helst have et stort areal at bevæge sig på. Derimod er en norsk elghund meget let, hvad angår pelspleje: Den klarer det selv.
- Wikimedia Commons har flere filer relateret til Norsk Elghund, Grå

| Dyr | Spire Denne artikel om dyr er en spire som bør udbygges. Du er velkommen til at hjælpe Wikipedia ved at udvide den. |